# Crenicichla hu
Crenicichla hu es una especie de pez perciforme de agua dulce de la familia de los cíclidos que integra el género Crenicichla, cuyos integrantes son denominados comúnmente cabezas amargas, juanitas, pensamientos, etc.  Habita en aguas templado-cálidas del nordeste del Cono Sur de Sudamérica.

## Taxonomía
Esta especie fue descrita originalmente en el año 2010 por los ictiólogos Lubomír Piálek, Oldrich Rícan, Jorge Casciotta y Adriana Almirón.
Localidad tipo
La localidad tipo referida es: “arroyo Piray-Miní (cuenca del río Paraná), en las coordenadas: 26°20′00.3″S 53°52′30.0″O / -26.333417, -53.875000, provincia de Misiones, Argentina”.
Holotipo
El ejemplar holotipo designado es el catalogado como: MACN-ict 9429. Su longitud estándar es de 118 mm. Fue capturado por O. Říčan y otros en noviembre de 2007.
Etimología
Etimológicamente el epíteto específico hu significa en idioma guaraní: 'oscuro', haciendo alusión a una de las características principales de la especie, su coloración de tonos muy oscuros.

## Características
Esta especie es fácilmente reconocible de cualquier otra que habite en la cuenca del Plata o en los ríos costeros adyacentes al oriente de la misma, por su coloración oscura (castaño oscuro a negro o gris oscuro). También le es característico un patrón de coloración en el flanco de 7 a 9 manchas irregulares negras, y por las escamas en la serie E1 en número de 47 a 54. Las hembras adultas poseen un patrón de coloración irregular en la aleta dorsal, presentando bandas longitudinales y manchas, blancas y negras.

## Distribución geográfica
Este pez habita en el centro-este de América del Sur, en aguas de la cuenca del río Paraná en el noreste de la Argentina, específicamente en el centro-norte de la provincia de Misiones, en la alta cuenca del arroyo Piray-Miní, en la zona limítrofe entre los departamentos de San Pedro y General Belgrano. El arroyo Piray-Miní es un afluente de la margen izquierda del río Paraná, desembocando y discurriendo por el centro del departamento Eldorado. El río Paraná es parte de la cuenca del Plata, cuyas aguas se vuelcan en el océano Atlántico Sudoccidental por intermedio del Río de la Plata.